# Operação Chavín de Huántar
A Operação Chavín de Huántar, anteriormente também chamada de Operação Nipón 1996, foi uma operação militar na qual uma equipe de 142 comandos das Forças Armadas do Peru pôs fim à crise dos reféns na embaixada japonesa em 1997. A ação consistiu na invasão da residência do embaixador japonês e na libertação dos reféns mantidos no local pela organização terrorista Movimento Revolucionário Túpac Amaru (MRTA). É considerado um dos resgates de reféns mais bem-sucedidos da história.

## Operação

### Preparação
O nome Chavín de Huántar foi escolhido para a operação porque, para tornar a incursão possível, túneis seriam cavados sob a residência do embaixador a partir de edifícios adjacentes. Chavín de Huántar é um sítio arqueológico no planalto central do Peru, famoso por suas passagens subterrâneas. Dizem que o próprio presidente Alberto Fujimori inventou o nome.
A operação de resgate foi preparada e exercida em uma réplica exata da residência localizada na vizinha Escola Militar de Chorrillos; lá os comandos praticaram detalhadamente cada passo da operação, incluindo o peso dos explosivos a serem usados para abrir o chão da residência.
A chave para a operação foi a inteligência fornecida por Luis Giampietri, almirante da Marinha Peruana na época e ex-comandante de um grupo de operações especiais. Ele recebeu e distribuiu centenas de itens grampeados no prédio e se comunicou por rádio com os militares peruanos.

### Assalto

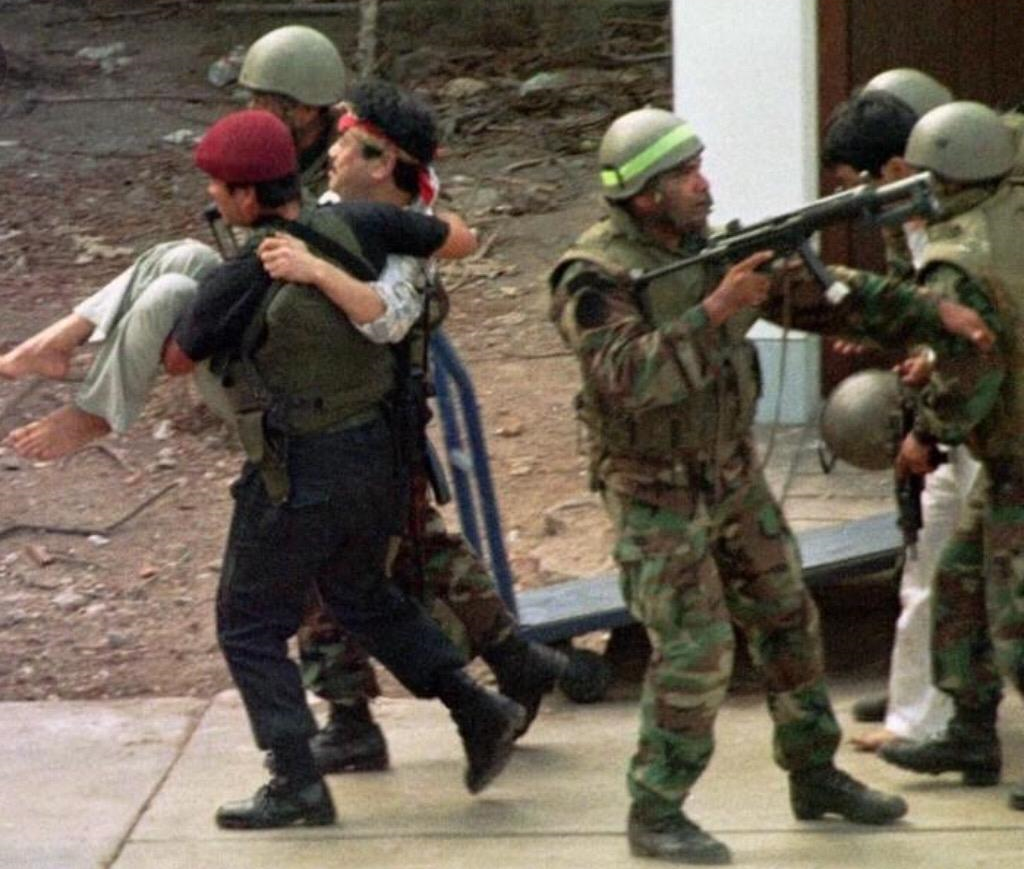
Comandos peruanos resgatando um diplomata japonês.

Durante o ataque de 22 de abril de 1997, o veterano coronel Juan Alfonso Valer Sandoval, de 19 anos, o veterano capitão Raúl Gustavo Jiménez Chávez, de 11 anos, e o juiz da Suprema Corte, Dr. Carlos Ernesto Giusti Acuña, foram mortos. Todos os quatorze rebeldes foram mortos por operadores das forças especiais peruanas armados com FN P90s . O sucesso da operação foi manchado por alegações subsequentes, apoiadas por diversas testemunhas, de que pelo menos três e possivelmente oito rebeldes foram sumariamente executados pelos operadores após se renderem. O coronel Juan Valer foi morto após ser baleado sete vezes enquanto tentava proteger Tudela (que também ficou gravemente ferido) e o capitão Raúl Jimenez foi morto por uma granada lançada pelo mesmo rebelde que matou Valer e feriu Tudela. O Juiz do Supremo Tribunal Dr. Carlos Giusti Acuña foi baleado na perna e morreu devido aos ferimentos.

## Ações legais
Em 2000, os familiares dos terroristas mencionados apresentaram uma queixa criminal ao Ministério Público, alegando que seus familiares foram executados de forma extrajudicial. Em 2002, o caso foi levado aos promotores públicos, mas a Suprema Corte peruana decidiu que os tribunais militares tinham jurisdição. Mais tarde, um tribunal militar os absolveu da culpa, e os soldados "Chavín de Huántar" lideraram o desfile militar de 2004. Em resposta, membros da família de membros do MRTA entraram com uma ação em 2003 na Comissão Interamericana de Direitos Humanos (CIDH), acusando o estado peruano de violações de direitos humanos, ou seja, que os rebeldes do MRTA tiveram negado "o direito à vida, o direito às garantias judiciais e o direito à proteção judicial". A CIDH aceitou o caso e está estudando-o atualmente.

## Comemoração

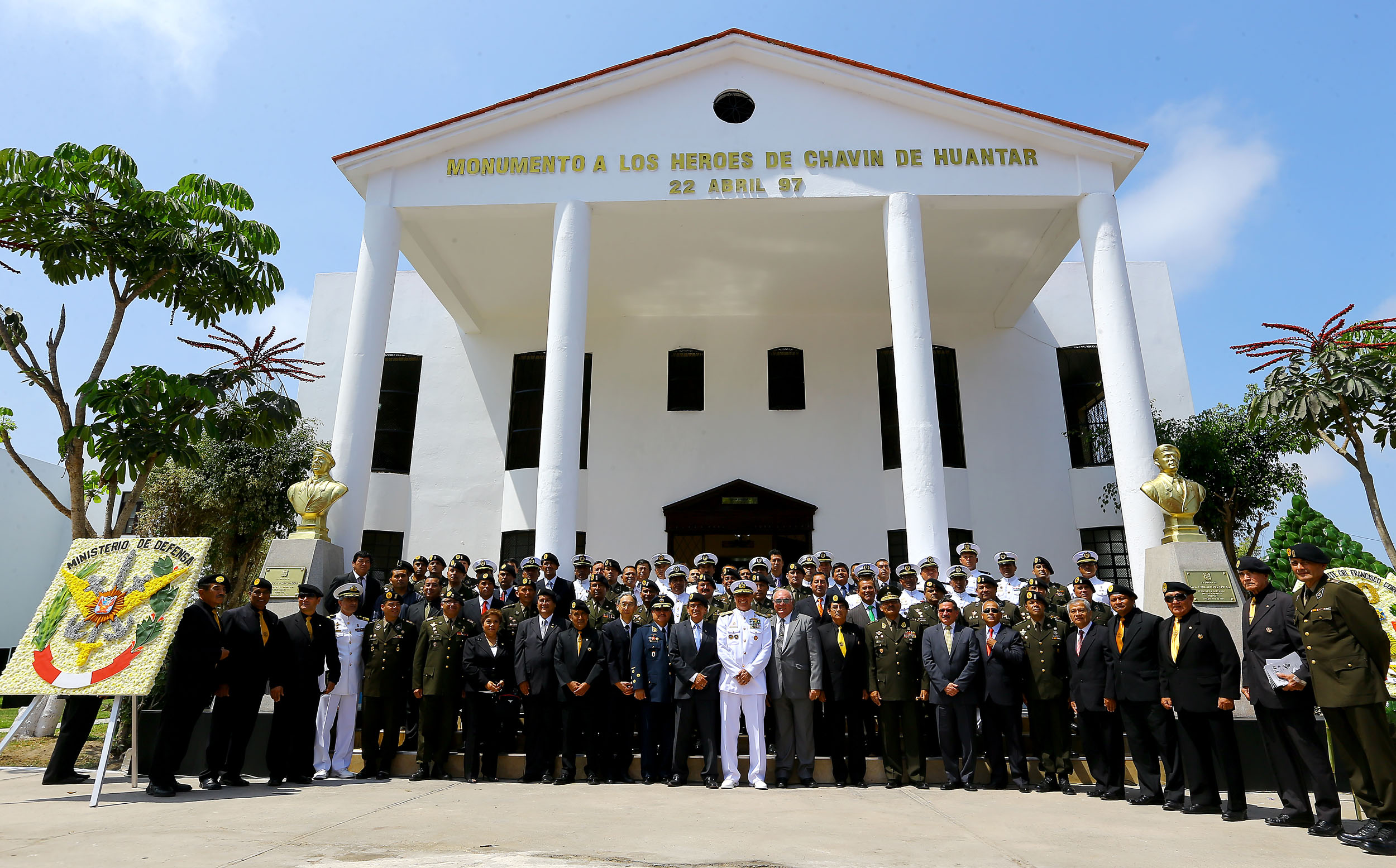
Membros do Ministério da Defesa peruano e militares comemorando a operação em 2013.

Alan García, então presidente do Peru, decretou que todo 22 de abril seria comemorado como o Dia da Bravura Militar, em homenagem à Operação Chavín de Huántar, considerada um dos resgates militares mais bem-sucedidos em crises de reféns no mundo. O governo de Ollanta Humala também homenageou os militares que participaram da operação bem-sucedida.
Em 19 de abril de 2017, os militares que realizaram a operação foram condecorados com a Ordem Militar de Ayacucho, grau Grã-Cruz, pelo presidente peruano Pedro Pablo Kuczynski, de acordo com a Resolução Suprema Número 031-2017-DE. Em 21 de abril de 2017, foi promulgada a Lei Número 30554 pelo Congresso Peruano, que proclamou os comandos de Chavín de Huántar "Heróis da Democracia".